# Konrad Adenauer (Flugzeug)

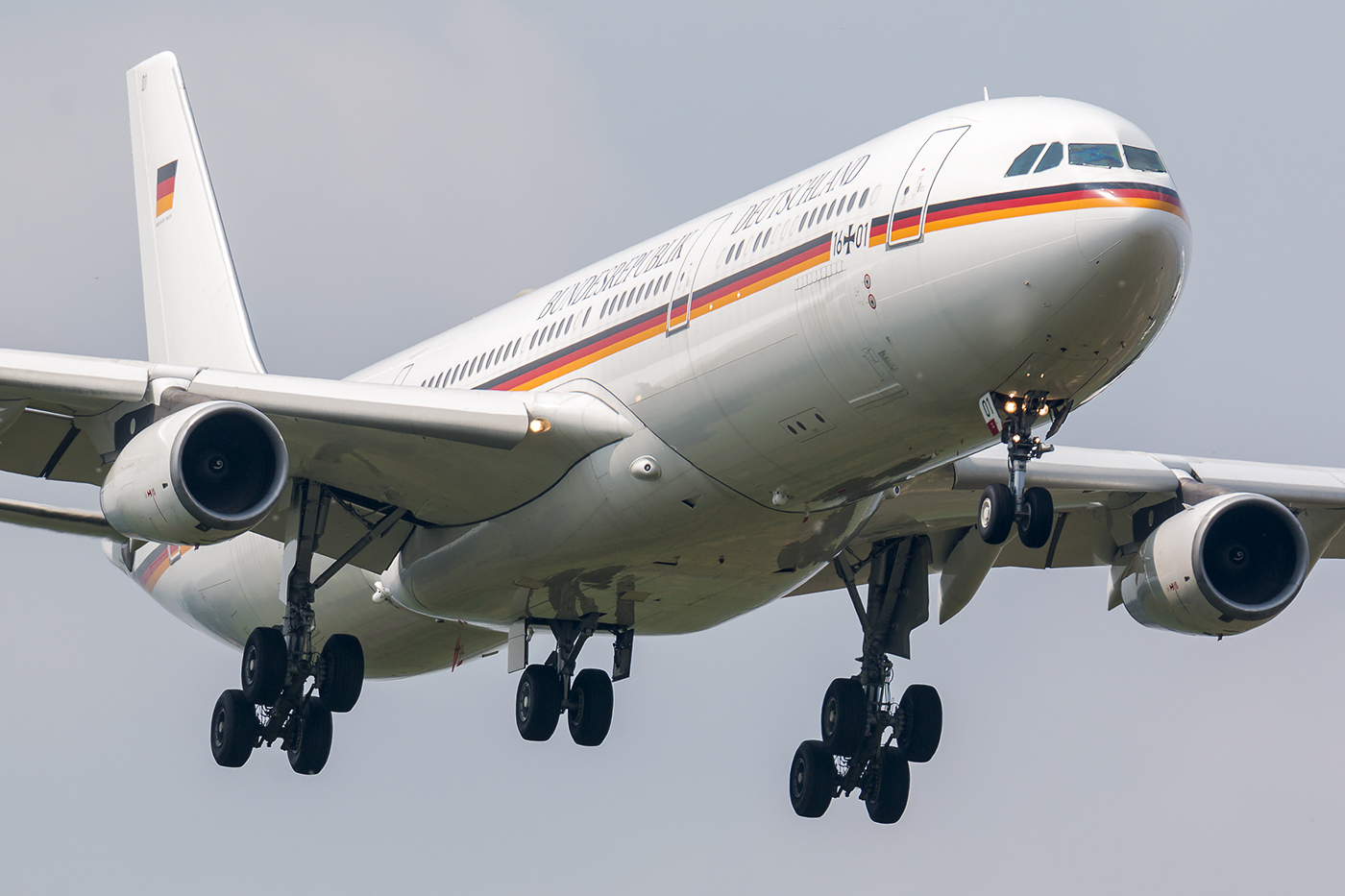
Die zweite Konrad Adenauer (16+01) im Juli 2016

Konrad Adenauer ist der Taufname von bislang drei Flugzeugen der Flugbereitschaft des Bundesministeriums der Verteidigung, die dem Bundespräsidenten, dem Bundeskanzler, den Bundesministern sowie den Präsidenten des Bundestages, des Bundesrates und des Bundesverfassungsgerichts als Transportmittel dienen. Namensgeber ist Konrad Adenauer, der erste Bundeskanzler der Bundesrepublik. Schwesterflugzeuge sind die Theodor Heuss und die Kurt Schumacher.

## A310 als „Konrad Adenauer“ (1991–2011)

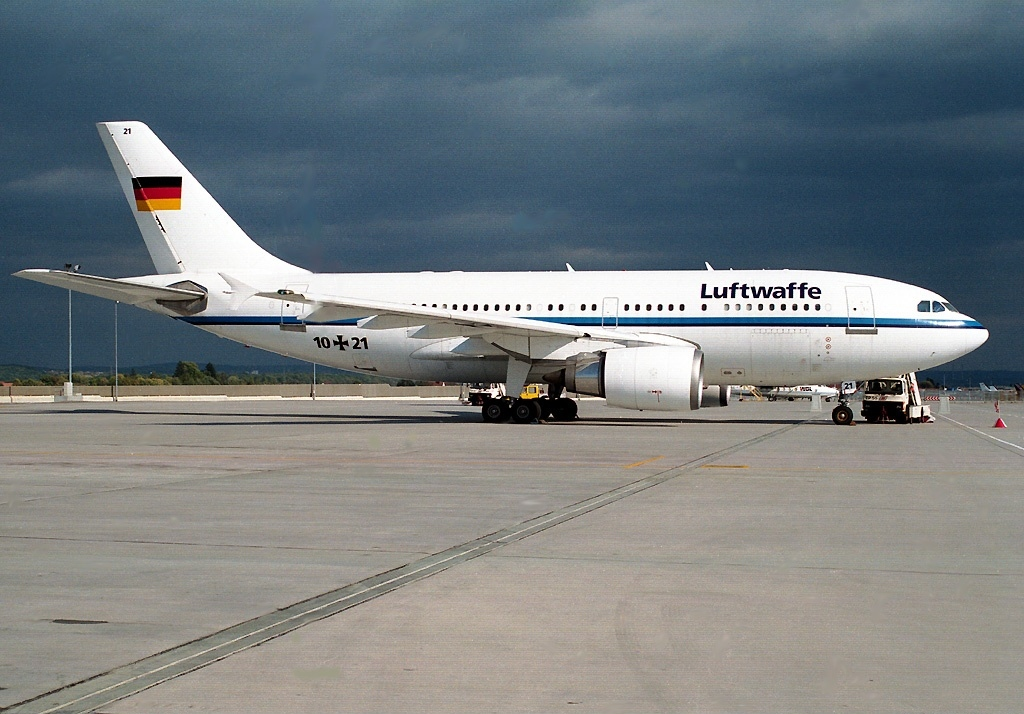
Die erste Konrad Adenauer (10+21) im Oktober 1997

Die erste Konrad Adenauer war ein Airbus A310-304 und stand der Regierung als VIP-Transport zur Verfügung. Das Flugzeug wurde nach dem Ende der DDR 1991 aus dem Bestand der Fluggesellschaft Interflug übernommen und für den Einsatz im parlamentarischen Flugbetrieb umgebaut. Die äußere Erscheinung war eher schlicht gehalten, zunächst weiß mit blauem Streifen und der Aufschrift Luftwaffe, danach weiß mit einem schmalen Band in den deutschen Nationalfarben. Im Februar 2011 wurden mit der Konrad Adenauer Bürger aus 15 Nationen aus Libyen ausgeflogen.
Im April 2011 wurde das Flugzeug nach 20 Jahren außer Dienst gestellt und durch einen Airbus A340-313 mit gleichem Namen ersetzt. Eine für den A340 zu kurze Landebahn auf dem Chinggis Khaan International Airport bei Ulaanbaatar (Mongolei) führte dazu, dass die Bundeskanzlerin auf ihrer Asienreise im Oktober 2011 auf die offiziell bereits ausgemusterte erste Konrad Adenauer zurückgreifen musste.
Nachnutzung als A310 ZERO-G
Das zeitweise namenlose und eigentlich ausgemusterte alte Flugzeug blieb bis 2014 im Dienst. Danach wurde es an die Verwertungsgesellschaft des Bundes Vebeg übergeben und im Juni 2014 an die französische Novespace, ein Tochterunternehmen der Centre national d’études spatiales, verkauft. Es wurde sechseinhalb Monate lang bei der Lufthansa Technik AG in Hamburg umfangreich für den Einsatz als Parabelflugzeug umgebaut und nach den Regeln der Europäischen Agentur für Flugsicherheit als ziviles Flugzeug mit dem Namen A310 ZERO-G neu zugelassen und seit März 2015 von Bordeaux entsprechend eingesetzt.

## A340 als „Konrad Adenauer“ (2011–2023)

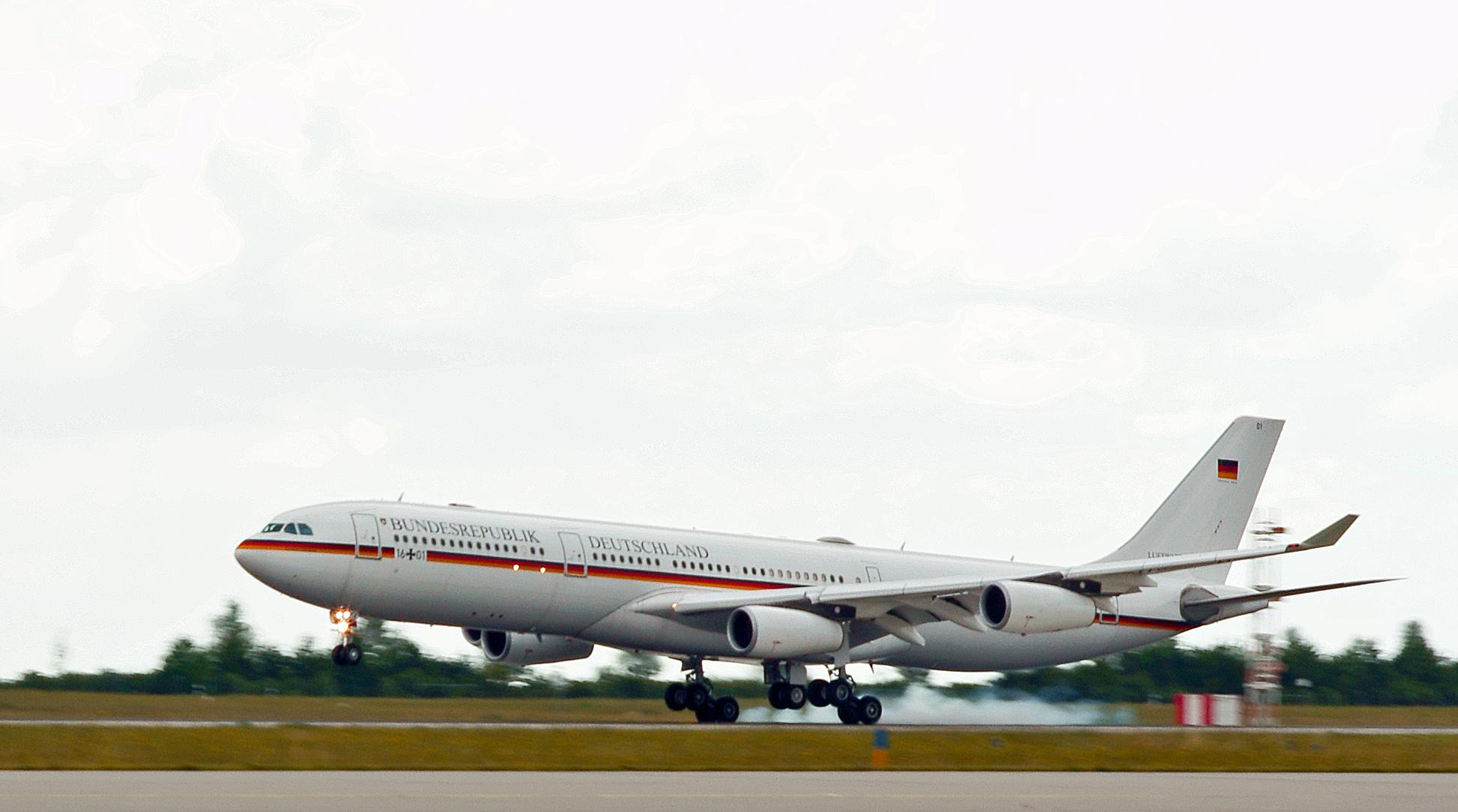
Die zweite Konrad Adenauer im Juli 2011

Die zweite Maschine mit dem Taufnamen Konrad Adenauer war im April 2011 in Dienst gestellt worden und blieb bis Herbst 2023 im Dienst. Es handelte sich um eine Maschine vom Typ Airbus A340-300, die im Jahr 2009 durch das Bundesministerium der Verteidigung von der ehemaligen Eigentümerin Lufthansa erworben wurde. Die Langstreckenmaschine wurde nach zehn Jahren im regulären Liniendienst durch Lufthansa Technik in Hamburg in 21 Monaten zum Regierungsflugzeug umgebaut. Wie das Schwesterflugzeug Theodor Heuss diente sie dem Personentransport von Mitgliedern der Bundesregierung. In Anspielung an die Air Force One erhielt sie den Spitznamen „Merkel One“.
Die Non-Stop-Reichweite betrug 13.500 Kilometer; dabei konnten 143 Passagiere befördert werden. Alternativ ließ sie sich zur fliegenden Intensivstation umbauen.
Mitte 2013 wurde in den Vereinigten Staaten ein laserbasiertes Abwehrsystem gegen infrarotgelenkte Raketen nachgerüstet. Das Design der Kabine wurde von Lufthansa Technik als „zeitlos elegant und repräsentativ“ bezeichnet.
Der Jet ist mit einer luxuriösen VIP-Kabine ausgestattet. Im vorderen Teil befindet sich ein „Private Office“, das zum geräumigen Schlafzimmer umgebaut werden kann, nebst einem Bad mit Dusche. Dahinter folgen zwei Konferenzräume, von denen eines als „Merkels Wohnzimmer“ bezeichnet wurde. Im hinteren Teil befindet sich die Businessclass für die Delegation. Zum Schluss folgen einige Reihen mit Economy-Sitzen für mitreisende Journalisten und die Crew.
Für die Flugerprobung durch die Bundeswehr trug die „neue“ Konrad Adenauer das Kennzeichen 98+47, nach der Verlegung an den Sitz der Flugbereitschaft am Flughafen Köln/Bonn war sie als 16+01 registriert. Es handelte sich um das 2000. ausgelieferte Flugzeug von Airbus.

### Ereignisse im Betrieb

#### Überflugverweigerung über Iran 2011
Beim Jungfernflug der 16+01 am 31. Mai 2011 kam es zu einem diplomatischen Eklat, als der Iran der Maschine auf dem Weg nach Indien das Überflugrecht verweigerte. Das Flugzeug mit Bundeskanzlerin Angela Merkel und einer Delegation an Bord musste zunächst umdrehen und zwei Stunden im türkischen Luftraum kreisen, bevor die Erlaubnis zum Weiterflug erteilt wurde. Der iranische Botschafter Ali Reza Sheikh Attar wurde daraufhin noch am selben Tag ins Auswärtige Amt einbestellt. Das Bundesverteidigungsministerium dementierte die Darstellung des Diplomaten, der den Vorfall mit der Angabe „eines falschen Signalcodes“ durch den Piloten begründet hatte („Es war der Fehler des Piloten. Er hat den Code für die Rückkehr angegeben, nicht den für den Eintritt in den Luftraum.“).

#### Schadensausfälle 2018/19
Die Konrad Adenauer führte im Jahre 2018 zu mehreren Flugausfällen. Das zu diesem Zeitpunkt knapp zwanzig Jahre alte Flugzeug versagte etwa Mitte Oktober 2018 seinen Dienst, nachdem Nagetiere Kabel zerbissen hatten. Nach einer Tagung des Internationalen Währungsfonds in Indonesien war Vizekanzler Olaf Scholz auf einen Linienflug angewiesen. Mitte November kam es durch einen Triebwerkfehler zu einer stundenlangen Verspätung für Bundespräsident Frank-Walter Steinmeier.
Ende November 2018 landete das Flugzeug mit der Bundeskanzlerin Angela Merkel auf dem Weg von Berlin zum G20-Gipfel in Buenos Aires außerplanmäßig in Köln/Bonn. Als Ursache wurde der Ausfall eines elektrischen Umformers, einer Transformer Rectifier Unit, genannt. Presseberichten zufolge soll dadurch der Funkverkehr komplett ausgefallen sein, weshalb auch von einer Notlandung gesprochen wurde. Ein Ersatzflugzeug brachte eine verkleinerte Delegation nach Madrid; von dort erreichte sie mit einem Linienflug deutlich verspätet das Ziel. Zu dem Flugabbruch hatte nach einem Dossier der Luftwaffe eine Verkettung von Vorfällen geführt.
Am 1. April 2019 fand der erste Flug der Konrad Adenauer nach einer viermonatigen Generalüberholung statt. Bei der Landung am John F. Kennedy International Airport in New York platzte ein Reifen, so dass die Maschine die Parkposition nicht eigenständig erreichen konnte. An Bord war Bundesaußenminister Heiko Maas.

#### Schadensausfall 2023
Am 14. August 2023 musste die Konrad Adenauer (A340) mit Bundesaußenministerin Annalena Baerbock an Bord aufgrund von Problemen mit den Landeklappen nach Abu Dhabi zurückkehren. Als einen Tag später derselbe, trotz Reparatur offenbar nicht erfolgreich behobene Fehler erneut für einen Flugabbruch sorgte, musste die Außenministerin die Reise in den Pazifikraum auf halber Strecke absagen. Die Luftwaffe gab daraufhin bekannt, die beiden A340 der Flugbereitschaft umgehend auszumustern.

### Verwertung durch Lufthansa Technik
Am 1. März 2024 gab Lufthansa Technik bekannt, dass sie das Flugzeug erwerben wird. Das Verwertungsunternehmen des Bundes VEBEG hatte zuvor ein Bieterverfahren durchgeführt, in dem Lufthansa Technik einen mittleren einstelligen Millionenbetrag für das Flugzeug geboten hatte. Trotz 20 Jahren Betriebszeit gelten insbesondere die Triebwerke noch als hochwertig. Auch andere Teile seien hochwertig und sollen verkauft werden. Im Januar 2025 absolvierte die Konrad Adenauer ihren letzten Flug nach Teruel in Aragón (Spanien). Dort wurde sie von der Firma Tarmac Aerosave, einem Ableger der Lufthansa Technik, ausgeschlachtet. Die Aluminiumhülle und ein Großteil der Einzelteile werden verkauft. Was mit der VIP-Kabine geschehen wird, ist ungewiss (Stand Januar 2025).

## A350 als „Konrad Adenauer“ (seit 2022)

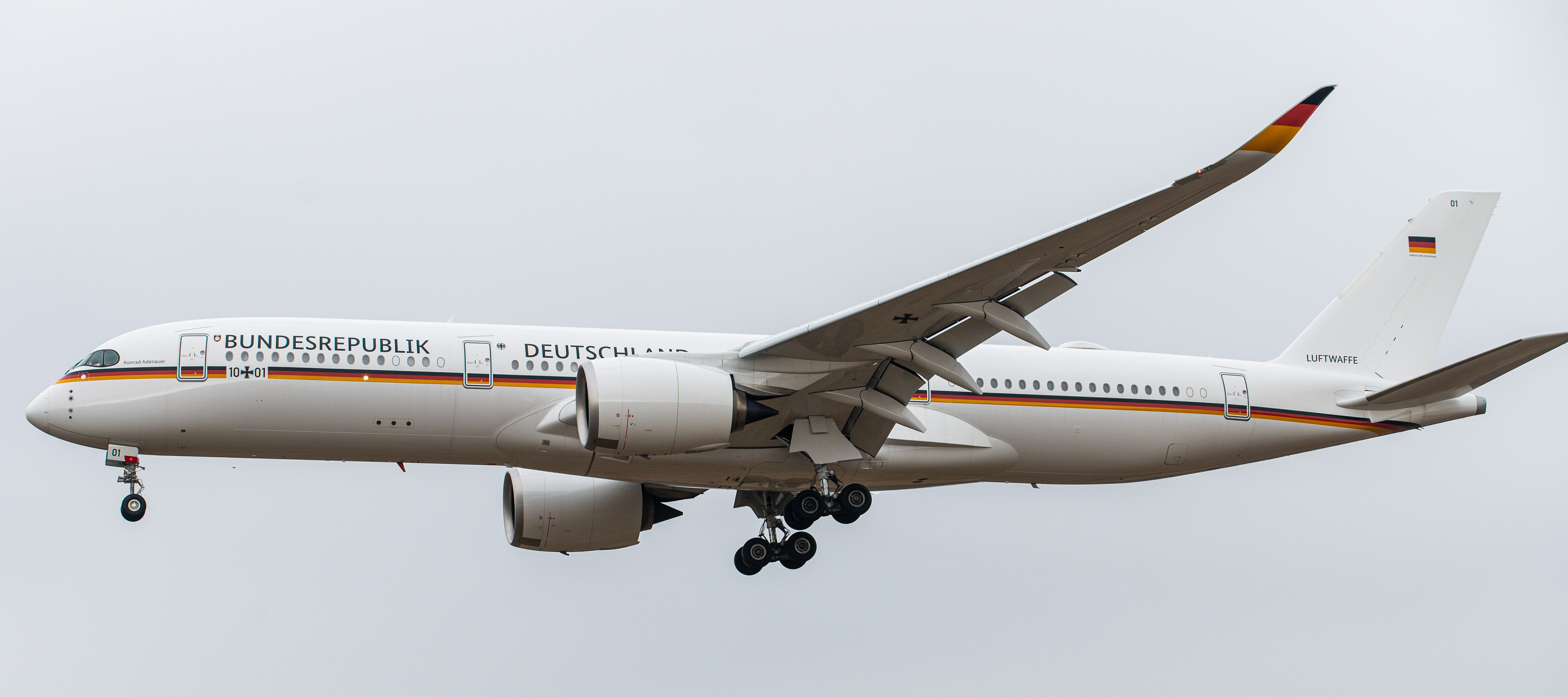
Die dritte Konrad Adenauer im Anflug auf CGN am 21. Februar 2023

Im August 2020 übergab die Lufthansa Technik den ersten von drei neu bestellten Airbus A350-900XWB der Bundeswehr. Dieser Airbus erhielt das Luftfahrzeugkennzeichen 10+03 und im Jahr 2021 den Taufnamen „Kurt Schumacher“. Das zweite Flugzeug traf Ende März 2021 bei der Lufthansa Technik ein und wurde im November 2022 mit dem Kennzeichen 10+01 und dem Taufnamen „Konrad Adenauer“ an die Flugbereitschaft übergeben; das Verteidigungsministerium nannte es „das modernste Regierungsflugzeug der Welt“. Die zwei Flugzeuge ersetzten die in die Jahre gekommenen Airbus 340 der Flugbereitschaft. Die dritte Auslieferung eines A350 erhielt den Taufnamen „Theodor Heuss“ und das Kennzeichen 10+02.
Der Innenraum der im Jahr 2022 an die Flugbereitschaft übergebenen Konrad Adenauer verfügt laut Lufthansa über einen baulich abgetrennten Teil für den „politisch-parlamentarischen Flugbetrieb“ (für Regierungsmitglieder und andere Amtsträger). Das übrige Flugzeug ist für die mitreisende Delegation gedacht. Zur Ausstattung jenes Flugzeugs gehören Privaträume mit Schlafzimmer und Bad, diverse Konferenz- und Bürobereiche bis hin zu Sitzreihen im hinteren Bereich. Außerdem gibt es eine Intensivstation. Mehr als 50 Kilometer Kabel und 16 Tonnen Material sind in der Maschine verbaut. Laut Verteidigungsministerium ist das Flugzeug nicht so geräumig wie eine Air Force One, aber besser ausgestattet.
Erstmalig offiziell genutzt wurde das Flugzeug über den Jahreswechsel 2022–2023 von Bundespräsident Frank-Walter Steinmeier, Bundeskanzler Olaf Scholz flog erstmalig am 28. Januar 2023 mit dieser Maschine nach Buenos Aires.
Am 27. September 2023 gab das Bundesministerium der Verteidigung bekannt, dass alle drei Maschinen des Typs A350 ab 2026 mit DIRCM-Selbstschutzsystemen ausgestattet werden sollen. DIRCM steht für „Directed Infrared Counter Measures“ (gezielte Infrarot-Gegenmaßnahmen).